# 永顺镇 (四川省)
永顺镇，是中华人民共和国四川省资阳市安岳县下辖的一个镇。

## 行政区划
永顺镇下辖以下地区：
玉康村、唐寨村、凉亭村、大千村、断桥村、玉观村、民安村、太阳村、刺竹村、永桥村、芦茅村、太和村、堰湾村、敖桥村、凉井村、双龙村、油坝村、常乐村、燕石村、进士村、石礁村和跃进村。